# Grekisk-ortodoxa kyrkan av Jerusalem
Ortodoxa kyrkan av Jerusalem, också kallad Ortodoxa Jerusalem-patriarkatet eller Grekisk-ortodoxa kyrkan i Jerusalem, (grekiska: Πατριαρχείον Ιεροσολύμων; arabiska:  كنيسة القدس الأرثوذكسية) anses av de östortodoxa kristna vara kristendomens moderkyrka, eftersom det var i Jerusalem Kyrkan bildades vid pingst, när Den helige ande enligt Bibeln sänkte sig över Jesu lärjungar. Från Jerusalem spred sig Jesu evangelium över världen. 
Patriarkens och kyrkans huvudsäte är i Heliga gravens kyrka i Jerusalem.

## Historik
Medan kristendomen spred sig och romarnas förföljelser av hebréerna ökade, flydde många kristna Jerusalem och kyrkan i Jerusalem fick minskad betydelse för kristendomen. 
Under tiden 135-451 sorterade Jerusalems kyrka under Caesareas metropolitdöme, som i sin tur hörde till Antiokia-patriarkatet Först vid konciliet i Chalkedon 451 erkändes Jerusalem-patriarkatet och rankas som nummer fem efter Rom, Konstantinopel, Alexandria och Antiokia.
Sedan 22 augusti 2005 gör Theofilos III av Jerusalem anspråk på att vara ortodox patriark av Jerusalem, vilket bestrides av hans föregångare Irenaios av Jerusalem.